# لائورا لوپس (شناگر موزون)
لائورا لوپس (اسپانیایی: Laura López‎؛ زادهٔ ۲۴ آوریل ۱۹۸۸) شناگر شنای موزون اهل اسپانیا است.
وی در مسابقات کشوری و بین‌المللی در مجموع برندهٔ ۱ مدال نقره شده‌است.